# کریس جورج
کریس جورج (انگلیسی: Chris George؛ زادهٔ ۱۶ سپتامبر ۱۹۷۹) بازیکن بیس‌بال اهل ایالات متحده آمریکا بود.